# Fala Scholtego
Fala Scholtego – akustyczna fala powierzchniowa wytwarzana na powierzchni rozdziału pomiędzy cieczą a ciałem sprężystym (np. pomiędzy wodą a piaskiem) za pomocą wymuszenia dynamicznego.
Maksymalna amplituda fali obserwowana jest na styku dwóch faz i maleje wykładniczo wraz z odległością od powierzchni rozdziału zarówno w cieczy, jak i w ciele stałym. Nazwa pochodzi od nazwiska Johana Gerarda Scholtego, który odkrył je w 1947. Fale Scholtego pdobne są do fali Stoneleya propagujących się na powierzchni rozdziału dwóch ciał sprężystych i fali Rayleigha propagujących się na powierzchni ciała sprężystego.